# Norbert Peters
Norbert Peters, né à Linz, Autriche le 3 août 1910 et mort en France le 4 juillet 2015 est un physicien autrichien ayant travaillé dans le domaine de la combustion.

## Biographie
Après des études en ingénierie mécanique à l'Institut de technologie de Karlsruhe, en 1965 Norbert Peters étudie l'ingénierie chimique à l'Université technique de Berlin. Il est diplômé en 1968 et part faire des études d'économie à l'École Pratique des Hautes Études à Paris. Il revient alors à Berlin pour un PhD en 1971 et une habilitation à diriger des recherches en 1975. Il commence une carrière universitaire d'assistant puis de professeur assistant dans cette université,.
En 1976 il rejoint l'École supérieure polytechnique de Rhénanie-Westphalie à Aix-la-Chapelle comme professeur. C'est là qu'il produit des résultats scientifiques concernant la combustion qui passent à la postérité : diagramme de Borghi–Peters permettant de classifier les phénomènes, réduction de modèles de cinétique chimique (en particulier le méthane), combustion turbulente avec le modèle de flammelette laminaire (en) et extension du domaine de l'équation G.
Au cours de sa carrière Peters a occupé des postes de courte durée à l'université de Californie à San Diego en 1980 et à l'université Stanford en 2001.

## Ouvrages
- (en) Norbert Peters, Fifteen lectures on laminar and turbulent combustion, 1992 (lire en ligne)
- (en) Norbert Peters, Turbulent Combustion, Cambridge University Press, 2000 (ISBN 978-0521660822)

## Distinctions
- Prix Alfried Krupp von Bohlen et Halbach pour la recherche énergétique en 1983.
- Prix Gottfried-Wilhelm-Leibniz de la Fondation allemande pour la recherche en 1990.
- Prix Arch T. Colwell de la Society of Automotive Engineers en 1990[2],[4].
- Médaille Zeldovitch de l'Institut de la combustion en 2002[5].
- Membre de l'Académie des sciences et des arts de Rhénanie-du-Nord-Westphalie.
- Membre de l'Académie nationale d'ingénierie des États-Unis en 2002.